# 甘崎城
甘崎城（あまざきじょう）は、愛媛県今治市上浦町甘崎の古城島にあった日本の城（海城）。別名古城、岸の城、荒神城。愛媛県指定史跡。

## 概要
越智氏によって築かれた日本最古の水軍城とされ、伊予国大三島東端である瀬戸甘崎の海上に位置する島城であり、村上水軍の拠点の一つ。

## 歴史
古代では大山祇神社の東方鎮護として機能した島だが、古名は「アマノサキ」で、アマは海人を、サキは防人の意を指し、鎌倉期に海人（海武士）を取り締まるために城砦が築かれた（海武士から警護する）ことから始まり、由来はそこからきている。
13世紀の元寇をきっかけとして、海武士の取り締まりから一転、海上交通の取り締まりをする役割を担い経て、南北朝期から戦国期にかけては村上水軍が東から下って来た船舶を捕捉して積荷を改め、通行税（関立）を徴収する拠点に至る。この税を生活の糧とした。
海賊停止令が出た後の17世紀末にも当城はドイツ人に記録され、認知されるに至っている（後述の「海中縄張り」を参照）。
歴代城主は、三島村上水軍時代では、来島村上氏の4代村上通康、その後を家臣の村上吉継（16世紀前半）、豊臣秀吉が瀬戸内海の覇権を握ると藤堂高虎の属城となり、その従弟・良勝が城主となる。慶長13年（1608年）の藤堂高虎の移封によって廃城となった。

## 海中縄張り
当城の最大の特徴として、陸繋島という地理上から潮が引くと島に至るまでの陸路ができ、幾重にも石垣が築かれているが、満潮時には没し、海中縄張りとなった。従って、潮が干した時のみ役割を担う石垣（時刻によって陸路が形成された時の備えとしての防御）である。この珍しい光景から、元禄4年（1691年）、この沖を航行したドイツ人医師エンゲルベルト・ケンペルが帰国後に『日本誌』において、「水中よりそびゆる保塁あり」と記述を残すこととなる。
城がある古城島が、干潮時に160メートル離れた大三島と陸続きになることは「海割れ」と呼ばれるが、その頻度は年数回のみとされる。石垣は廃城となった後に多くが持ち去られ、基礎部分のみが残るだけの部分が多い。